# Perzijska mačka
Perzijska mačka je najbolj priljubljena pasma domačih mačk. Izvira iz Bližnjega vzhoda, kjer so jo vzgajali že pred mnogimi stoletji, po nekaterih ocenah seže zgodovina te mačke 2000 let nazaj. Nedvomno je bila privilegij bogatih slojev, namenjena izključno ljubkovanju in poudarku statusnega simbola. V Italijo naj bi že leta 1521 prinesel perzijko s svojega potovanja po Iranu (nekdanja 
Perzija) italijanski raziskovalec Pietro della Valle. 
Zanimanje za perzijsko mačko je skokovito poraslo ob razstavi mačk v londonski Kristalni Palači leta 1889. Angleška kraljica Viktorija si je tedaj priskrbela  modro perzijko, druge barve so bile samo še črna in bela. Popularnost perzijske mačke se je širila po celi Evropi, po drugi svetovni vojni tudi v Ameriki. Ljubitelji so pri vzreji poskušali priti do novih barvnih različic, pri čemer so bili 
uspešni, saj danes poznamo okoli tristo različic barv in vzorcev.
Selektivna vzreja pa je prinesla tudi nezaželene pojave kot je pretirano plosek nos, kar povzroča težave pri dihanju in solzenje zaradi prekratkega solznega kanala. Če hujše pa so zdravstvene težave zaradi dedne nagnjenosti k policistični ledvici.